# مورغان براين
مورغان برايان (بالإنجليزية: Morgan Brian)‏ هي لاعبة كرة قدم أمريكية، ولدت في 26 فبراير 1993 في سانت سيمونز ‏ في الولايات المتحدة. شاركت مع منتخب الولايات المتحدة تحت 17 سنة للسيدات لكرة القدم ‏ ومنتخب الولايات المتحدة لكرة القدم للسيدات. أما مع النوادي، فقد لعبت مع أولمبيك ليون.

## وصلات خارجية
- الموقع الرسمي
- مورغان براين على موقع الاتحاد الدولي (مؤرشف)  (الإنجليزية)
- مورغان براين على موقع الاتحاد الأوربي (الإنجليزية)
- مورغان براين على موقع قاعدة بيانات كرة القدم.إي يو (الإنجليزية)
- مورغان براين على موقع Soccerway.com (الإنجليزية)
- مورغان براين على موقع عالم كرة القدم.نت (الإنجليزية)
- مورغان براين على موقع اللجنة الأولمبية الدولية (الإنجليزية)
- مورغان براين على موقع أوليمبيديا (الإنجليزية)